# Йоган Ремен Евенсен
Йоган Ремен Евенсен (* 16 вересня 1985, Окснес) - норвезький стрибун з трампліна на лижах з Молде. Наразі він є володарем світового рекорду з найдовшого стрибка (246,5 м).
Пізно розпочавши кар'єру, Евенсен дебютував у Кубку світу в сезоні 2008-09 рр. у віці 23 років та здобув місце у норвезькій збірній у Кубку світу після двох фінішів у топ-12 підряд у Ґраносені. 14 грудня 2008 р. Евенсен вперше в кар'єрі піднявся на подіум, фінішувавши третім на етапі Кубку світа в Праджелато. 11 лютого 2011 р. Евенсен здійснив найдовший в світі стрибок з трампліна Вікерсундбаккен (246,5 м) у кваліфікації з польотів на лижах. Наступного дня він виграв перший етап Кубку світу. Евенсен оголосив про негайне завершення кар'єри перед Чемпіонатом світу з польотів на лижах 2012 р.

## Дитинство та кар'єра
Евенсен народився в Альсвоґу, але його родина переїхала до Мольде, рідного міста його матері, коли Йогану було сім років. В Йогана є четверо братів. Він почав займатися стрибками з трампліна в спортивному клубі «Мольде оґ Омеґн ІФ» у віці семи років, в чому йому допомагав його батько Арнор Евенсен. Йоган Ремен Евенсен відвідував школу в Геймдалі, де він входив до регіональної стрибкової команди «Трьондергопп». Пізніше він переїхав до Осло, залишивши «Трьондергопп» з тим, щоб приєднатися до "Колленгоппу" у східній Норвегії.
На Чемпіонаті Норвегії у Голменколлені в січні 2006 р. Ремен Евенсен став сімнадцятим на великому трампліні.
У січні 2007 р. він був тестовим стрибуном на трампліні для польотів Вікерсундбаккен. Він описав це як «фантастичну забаву» та сказав, що успіх Андеша Якобсена надихнув його. До лютого 2007 р. він продемонстрував стабільно гарні результати в норвезьких змаганнях. Пізніше він успішно виступив на національному чемпіонаті 2007 р. Після цього його відправили в Японію на Кубок FIS 2007, третій за старшинством рівень міжнародних стрибків з трампліна. Виступивши три рази, двічі в Зао та один раз у Саппоро, Евенсен здобув дві перемоги та одне друге місце. Далі він здобув друге місце на своєму першому змаганні у Континентальному кубку в Закопане двома тижнями пізніше. Його було включено до складу збірної Норвегії на етапі Кубку світу у Планіці, але там він не пройшов кваліфікацію. На цьому етапі його короткотерміновою метою було опинитися в національній стрибковій збірній (довготерміновою метою було «стати найкращим стрибуном у світі»). У травні того ж року було оголошено про його включення в другу національну збірну. Він підписав низку спонсорських контрактів з тим, щоб повністю сконцентруватися на тренуваннях.
В сезоні 2007-08 Евенсен продовжив кар'єру в Континентальному кубку протягом 3 змагань у Саппоро в січні. Його найкращим результатом стало четверте місце. На своєму наступному міжнародному змаганні, Континентальному кубку в Тронхеймі (Норвегія) у березні, він став дев'ятим та десятим. Того сезону він досягнув власного рекорду 212 м як тестовий стрибун в Планіці. Також він був тестовим стрибуном на Чемпіонаті світу з польотів 2008 р.
За чотири дні до Чемпіонату світу з польотів 2012 р. у Вікерсунді (Норвегія) Йоган Ремен Евенсен оголосив про негайне закінчення стрибкової кар'єри. Оскільки він не потрапив у склад збірної на світовому чемпіонаті, дехто почав проводити паралель між цим та його рішенням про закінчення кар'єри. На прес-конференції він пояснив, що причиною такого кроку стали постійні проблеми, що не дозволяють йому контролювати вагу. Він пояснив, що набирав вагу і не міг контролювати цей процес: «Моє тіло не функціонує і це означає, що час завершувати». 

## Кар'єра в Кубку світу
Перед сезоном 2008 р. було підтверджено місце Евенсена у другій національній збірній. Протягом Континентального кубку восени 2008 р. його результати були посередніми, але його виступи на норвезьких змаганнях забезпечили йому місце в команді на відкритті Кубку світу 2008-09 рр. у Тронхеймі. В Тронхеймі Евенсен посів 10 місце на першому змаганні та 12 місце наступного дня. Його помітили як неочікуваного спортсмена національні медіа. Евенсен описував змагання як «мрію» та «абсолютне безумство».
Тижнем пізніше в Праджелато Евенсен посів сьоме місце. Ставши найуспішнішим норвежцем на змаганнях, він описав свій досвід як «нереальний». Наступного дня він був третім після першої спроби, і, оскільки другий раунд було скасовано через погодні умови, Евенсен здобув свій перший подіум у Кубку світу. За цим пішли слідом декілька поганих результатів, хоча 14 лютого він знову показав свій потенціал, ставши третім після Гаррі Оллі та Андеша Якобсена на Гайні-Клопфер-Скіфлюґшанце в Оберстдорфі, де він не тільки покращив свій власний рекорд до 223,5 м, а й стрибнув на 0,5 м довше за попередній рекорд трампліна, встановлений Роаром Льокельсоєм в 2004 р. Стрибок не став рекордним, оскільки Гаррі Оллі стрибнув на 225,5 м в першому раунді. На Чемпіонаті світу з лижних видів спорту 2009 р. у Лібереці Евенсен здобув срібло в командних змаганнях на великому трампліні.

## Особисте життя
Евенсен одружився у віці 22 років. Він публічний християнин та підтримується, серед інших, газетою Vårt Land. Також він є членом християнської спортивної організації Kristen Idrettskontakt (KRIK).